# Zgrupowanie „Paweł”
Zgrupowanie „Paweł” – jednostka wojskowa Warszawskiego Okręgu AK stanowiąca w dniu 1 sierpnia 1944 odwód Okręgu. Zgrupowanie tworzyły harcerskie bataliony „Antoni” i „Wigry”. Wzięło udział w walkach na Woli a następnie na Starym Mieście, gdzie zostało włączone do Grupy AK Północ. 

## Szlak bojowy
Odwód komendanta okręgu miał koncentrację w rejonie ulic Długa, Mławska, Kościelna, Hipoteczna. Dowództwo mieściło się przy ul. Kościelnej. Zadaniem zgrupowania była gotowość do walki na styku Żoliborza i Śródmieścia. 
Po odprawie o godz. 16.30 ustalono wobec braku broni, zwolnienie nieuzbrojonych żołnierzy. Początkowo wskutek braku łączności z okręgiem, oddziały zgrupowania otrzymały 2 sierpnia od dowódcy zgrupowania rozkaz opuszczenia Warszawy poprzez Wolę. W trakcie postoju z 2 na 3 sierpnia na cmentarzu ewangelicko-augsburskim oddziały włączyły się do walki, podporządkowując się Zgrupowaniu „Radosław”. Wraz ze Zgrupowaniem „Radosław” oddziały 6 sierpnia wycofały się na Stare Miasto, gdzie weszły w skład Zgrupowania „Róg”.

## Ordre de Bataille
Dowództwo Zgrupowania „Paweł”
- dowódca – ppłk Franciszek Rataj „2808”, „Paweł”
- szef sztabu – rtm. rez. Aleksander Lossow-Niemojowski „1226”, „Ludwik”
- adiutant – por. Eugeniusz Ihnatowicz-Suszyński „1243”, „Eugeniusz Kamiński”
- lekarz – strz. z cenz. lek. Wacław Chrzanowski „1234”, „Wacław”
- kapelan – kpt. ks. Wacław Karłowicz „Andrzej Bobola”
- oficer do zleceń – ppor. Mieczysław Sikorski „1157”, „Mieczysław”

Batalion NOW-AK „Antoni”
- dowódca baonu – mjr piech. Zygmunt Brockhusen „2339”, „Antoni”
- dowódca kompanii „Aniela” – kpt. Włodzimierz Stetkiewicz „Włodek”
- dowódca kompanii „Anna” – ppor. Tadeusz Maciński „Prus”
- dowódca kompanii „Alicja” – por. Ryszard Glaeser „1307”

Batalion „Wigry”
- dowódca baonu – por. rez. art. Eugeniusz Konopacki „Trzaska”
- dowódca 1 kompanii „Witold” – ppor. rez. Władysław Ludwig „Kamil”
- dowódca 2 kompanii „Czesław” – ppor. rez. Roman Kaczorowski „Prokop”
- dowódca 3 kompanii „Edward” – kpt. Edward Solon „Ateński”

Pluton specjalny 1908 (OS „Juliusz”, „Tygrysy Woli”) – por. Zygfryd Maria Urbanyi „Juliusz”